# Тихий Ключ (Удмуртия)
Тихий Ключ — деревня в Завьяловском районе Удмуртии, входит в Казмасское сельское поселение. Находится в 23 км к востоку от центра Ижевска и в 15 км к северо-востоку от Завьялово.